# Cantón de Vailly-sur-Aisne
El cantón de Vailly-sur-Aisne era una división administrativa francesa, que estaba situada en el departamento de Aisne y la región de Picardía.

## Composición
El cantón estaba formado por veintiséis comunas:
- Aizy-Jouy
- Allemant
- Braye
- Bucy-le-Long
- Celles-sur-Aisne
- Chavignon
- Chavonne
- Chivres-Val
- Clamecy
- Condé-sur-Aisne
- Filain
- Laffaux
- Margival
- Missy-sur-Aisne
- Nanteuil-la-Fosse
- Neuville-sur-Margival
- Ostel
- Pargny-Filain
- Pont-Arcy
- Sancy-les-Cheminots
- Soupir
- Terny-Sorny
- Vailly-sur-Aisne
- Vaudesson
- Vregny
- Vuillery

## Supresión del cantón de Vailly-sur-Aisne
En aplicación del Decreto n.º 2014-202, de 21 de febrero de 2014, el cantón de Vailly-sur-Aisne fue suprimido el 22 de marzo de 2015 y sus 26 comunas pasaron a formar parte; veinticinco del nuevo cantón de Fère-en-Tardenois y una (Vregny) del nuevo cantón de Soissons-1.